# فرانسیس والتر دو وینتون
فرانسیس والتر دو وینتون (انگلیسی: Francis de Winton; ۲۱ ژوئن ۱۸۳۵ – ۱۶ دسامبر ۱۹۰۱) فرد نظامی اهل پادشاهی متحد بریتانیای کبیر و ایرلند بود. وی همچنین برندهٔ جوایزی همچون نشان حمام شده‌است.